# Plagiolepidini
Plagiolepidini (лат.) — триба мелких муравьёв из подсемейства формицины (Formicinae, Formicidae). Около 400 видов, включая известных создателей амазонских «садов дьявола» (Myrmelachista schumanni) и опасных инвазивных жёлтых сумасшедших муравьёв (Anoplolepis gracilipes).

## Описание
Мандибулы с 4—7 зубцами (у самцов 1—5). Третий от вершины зубец мандибул обычно редуцирован. Места прикрепления усиков находятся у заднего края наличника. Метакоксы широко отделённые. Усики 9—12-члениковые у самок и рабочих и 9—13-члениковые у самцов.

## Систематика
17 родов, иногда рассматриваемых в качестве родовой группы Prenolepis genus-group. В состав трибы включают рода из бывших триб Brachymyrmecini (Aphomomyrmex, Brachymyrmex, Petalomyrmex и Pseudaphomomyrmex; но род Cladomyrma Wheeler, 1920 перенесён в Lasiini), Bregmatomyrmini (Bregmatomyrma), Myrmelachistini.
- Agraulomyrmex Prins, 1983
- Aphomomyrmex Emery, 1899
- Brachymyrmex Mayr, 1868 (Brachymyrmecini)
- Bregmatomyrma Wheeler, 1929 (Bregmatomyrmini)
- Euprenolepis Emery, 1906 — около 10 видов[7]
- Lepisiota Santschi, 1926 (=Acantholepis Mayr, 1861)
- Myrmelachista Roger, 1863 — около 50 видов (Myrmelachistini)
- Nylanderia Emery, 1906 — более 100 видов[8][9]
- Paraparatrechina Donisthorpe, 1947 — около 30 видов[10]
- Paratrechina Motschoulsky, 1863
- Petalomyrmex Snelling, 1979
- Plagiolepis Mayr, 1861
- Prenolepis Mayr, 1861 — около 30 видов
- Pseudolasius Emery, 1887
- Tapinolepis
- Zatania[11]